# Troglodytes
A Troglodytes a madarak osztályának verébalakúak (Passeriformes) rendjébe és az ökörszemfélék (Troglodytidae) családjába tartozó nem.

## Rendszerezésük
A nemet Louis Pierre Vieillot francia ornitológus írta le 1809-ben, az alábbi fajok tartoznak ide:
- tepui ökörszem (Troglodytes rufulus)
- Troglodytes ochraceus
- rozsdabarna ökörszem (Troglodytes solstitialis)
- Troglodytes monticola
- Troglodytes rufociliatus
- Troglodytes brunneicollis[1] vagy Troglodytes aedon brunneicollis[2]
- socorrói ökörszem (Troglodytes sissonii)
- Clarion-szigeti ökörszem (Troglodytes tanneri)
- indiánökörszem (Troglodytes aedon)
- Cozumel-szigeti ökörszem (Troglodytes musculus[1] vagy Troglodytes aedon musculus)[2]
- Troglodytes beani vagy Troglodytes aedon beani
- falklandi ökörszem (Troglodytes cobbi)
- téli ökörszem (Troglodytes hiemalis)[2] vagy Nannus hiemalis[1]
- tengerparti ökörszem (Troglodytes pacificus)[2]  vagy Nannus pacificus[1]
- ökörszem (Troglodytes troglodytes[2]  vagy Nannus troglodytes)[1]